# Альберт, Ханс
Ханс Альберт (8 февраля 1921 — 24 октября 2023) — немецкий философ и социолог. С 1963 по 1989 год занимал пост заведующего кафедрой социальных наук в Мангеймском университете. Считался одним из основных представителей критического рационализма. Особое внимание уделял эвристике, критиковал герменевтику.

## Биография
Отец Альберта был классическим филологом и протестантским наставником. В детстве будущий философ очень интересовался историей, особенно трудами О. Шпенглера и работами в области военной науки, так как мечтал стать офицером. После окончания школы в 1939 году Альберт добровольцем поступил в Имперскую службу труда и участвовал в строительстве Линии Зигфрида. Затем он был переведён в артиллерию, сначала находясь в резерве в Вене, а затем участвуя в боевых действиях во Франции и Греции. После чего был взят в плен американскими войсками.
После освобождения из плена Альберт поступает в Кёльнский университет. Свою первую лекцию по социологии он услышал от Леопольда фон Визе. По собственному желанию он стал специализироваться на политике и экономике и объектах политической и экономической теории и в 1952 году защищает кандидатскую диссертацию. Однако в 1955 году докторская диссертация Альберта была раскритикована деканом Институт социологических исследований Рене Кёнигом.
В 1963 году Альберт получил приглашение на вновь созданный факультет социологии и философии науки Бизнес-школы, в настоящее время — Мангеймском университете. И хотя впоследствии он получил еще несколько приглашений в другие вузы, вплоть до своей отставки в 1989 году оставался верен Мангейму.
Жил в Гейдельберге. Будучи учеником «по переписке» у К. Поппера из LSE (однако часто встречался с ним в Альпбахе), противостоял Франкфуртской школе.

## Награды
- Железный крест II степени
- 1976: Премия Эрнста Хельмута Фица
- 1994: Австрийский почётный знак За науку и искусство 1-го класса[4].
- 2008: Орден «За заслуги перед Федеративной Республикой Германия» 1-го класса

Альберт Ханс был удостоен почётных докторских степеней университетов Линца (1995), Афин (1997), Касселя (2000), Граца (2007) и Клагенфурта (2007).